# Argawand (Armawir)
Argawand – wieś w Armenii, w prowincji Armawir. W 2011 roku liczyła 2301 mieszkańców.